# Впорядкована пара
Впорядкована пара — в теорії множин така пара елементів a та b, для якої, на відміну від двоелементної множини, задається черговість (порядок) цих елементів. Для впорядкованої пари (a, b)=(b, a) ⇔ a = b, тобто в загальному випадку (а, b) ≠ (b, a).
Дві впорядковані пари {\displaystyle (a_{1},b_{1})} та {\displaystyle (a_{2},b_{2})} вважаються рівними, якщо для них одночасно {\displaystyle a_{1}=a_{2}} і {\displaystyle b_{1}=b_{2}}.
Впорядковані пари можна розглядати як множини, якщо визначити їх як {\displaystyle (a,b)=\{a,\;\{a,b\}\}}. 
Впорядковані пари можна розглядати як послідовності довжини 2.
Впорядкована пара є окремим випадком кортежа. Множина з впорядкованих пар є результатом декартового добутку двох множин.